# إيفا نوبلزادا
إيفا نوبلزادا هي ممثلة ومغنية أمريكية ولدت في 18 مارس 1996.

## وصلات خارجية
- إيفا نوبلزادا على موقع IMDb (الإنجليزية)
- إيفا نوبلزادا على موقع ميوزك برينز (الإنجليزية)
- إيفا نوبلزادا على موقع قاعدة بيانات برودواي على الإنترنت (الإنجليزية)
- إيفا نوبلزادا على موقع قاعدة بيانات الفيلم (الإنجليزية)